# Rhynchocinetes
A Rhynchocinetes a felsőbbrendű rákok (Malacostraca) osztályának tízlábú rákok (Decapoda) rendjébe, ezen belül a Rhynchocinetidae családjába tartozó nem.

## Rendszerezés
A nembe az alábbi 15 faj tartozik:
- Rhynchocinetes albatrossae Chace, 1997
- Rhynchocinetes australis Hale, 1941
- Rhynchocinetes balssi Gordon, 1936
- Rhynchocinetes brucei Okuno, 1994
- Rhynchocinetes conspiciocellus Okuno & Takeda, 1992
- Rhynchocinetes durbanensis Gordon, 1936
- Rhynchocinetes enigma Okuno, 1997
- Rhynchocinetes holthuisi Okuno, 1997
- Rhynchocinetes ikatere Yaldwyn, 1971
- Rhynchocinetes kuiteri Tiefenbacher, 1983
- Rhynchocinetes okuno Ahyong, 2015
- Rhynchocinetes rathbunae Okuno, 1996
- Rhynchocinetes serratus (H. Milne Edwards, 1837 [in Milne Edwards, 1834-1840])
- Rhynchocinetes typus H. Milne Edwards, 1837 - típusfaj
- táncoló garnéla (Rhynchocinetes uritai) Kubo, 1942

Korábban még 9 másik taxonnév is idetartozott, azonban azok a fentiek szinonimáinak bizonyultak, vagy át lettek helyezve más nemekbe.

## Képek

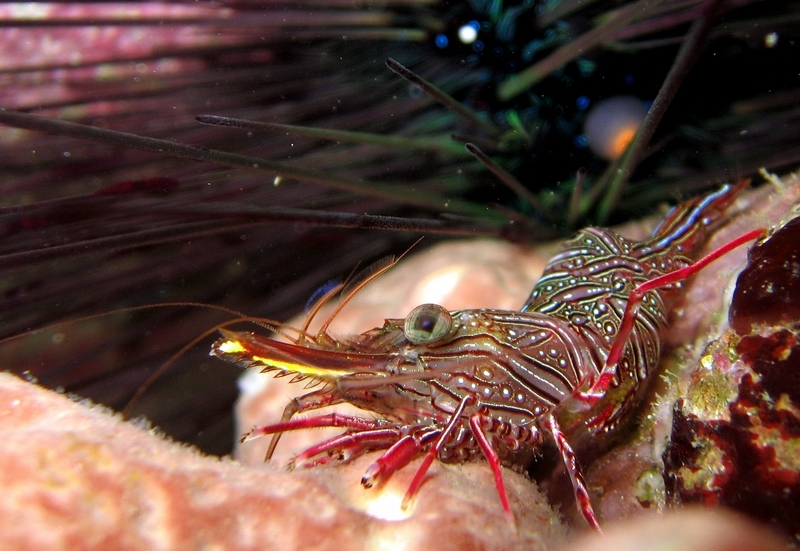
Rhynchocinetes conspiciocellus
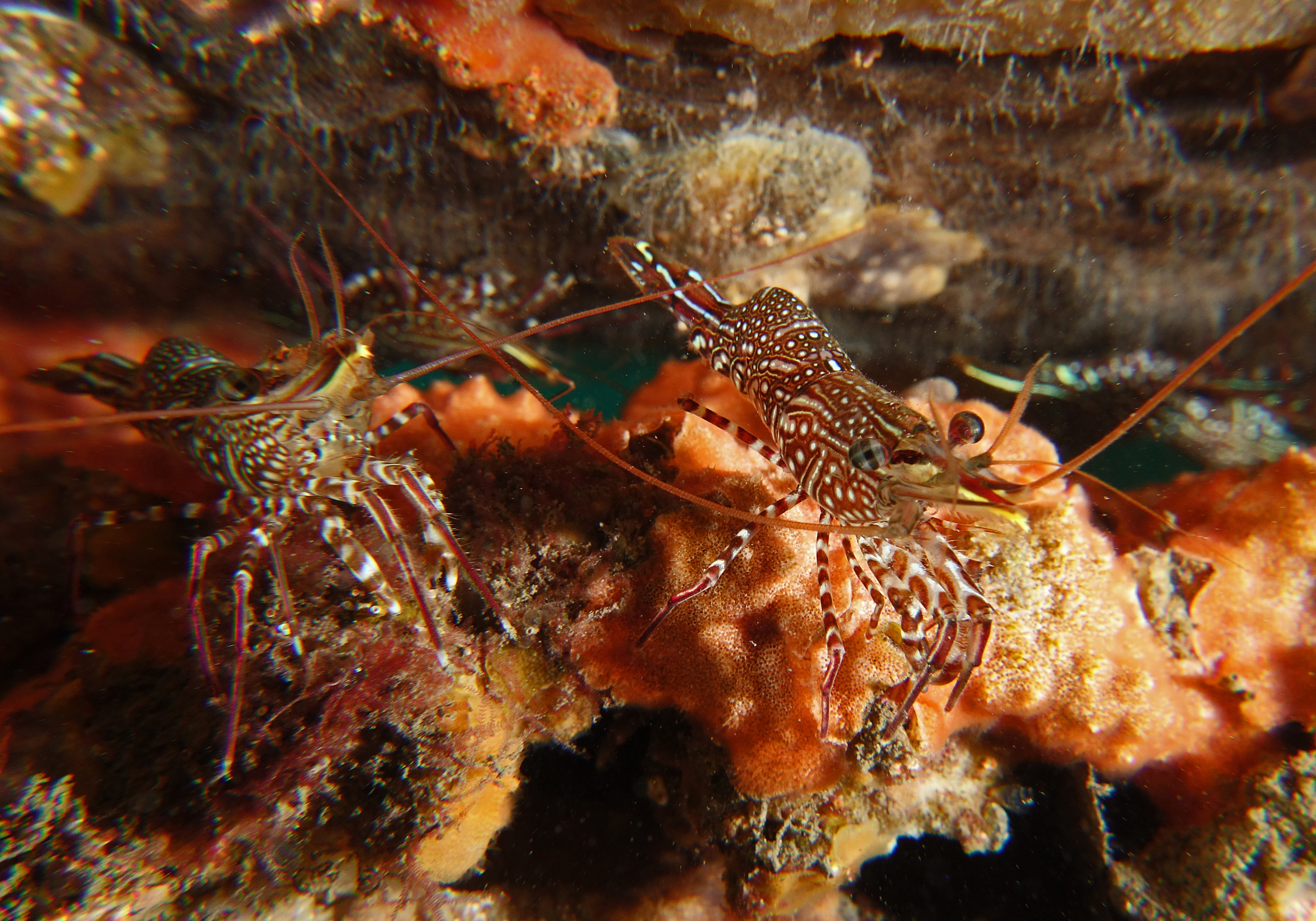
Rhynchocinetes serratus
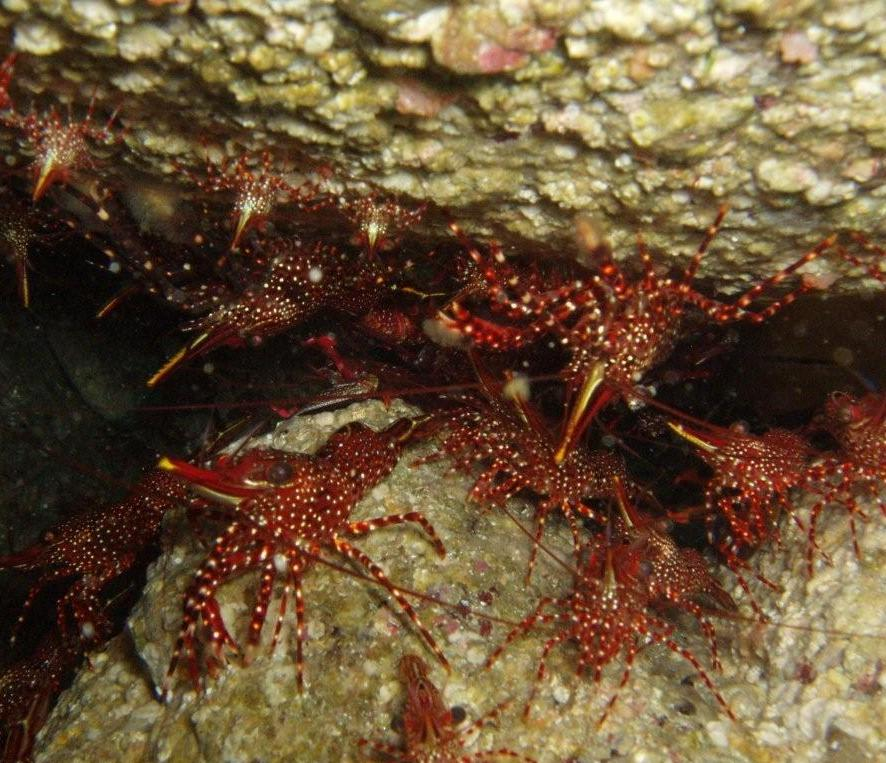
Rhynchocinetes typus
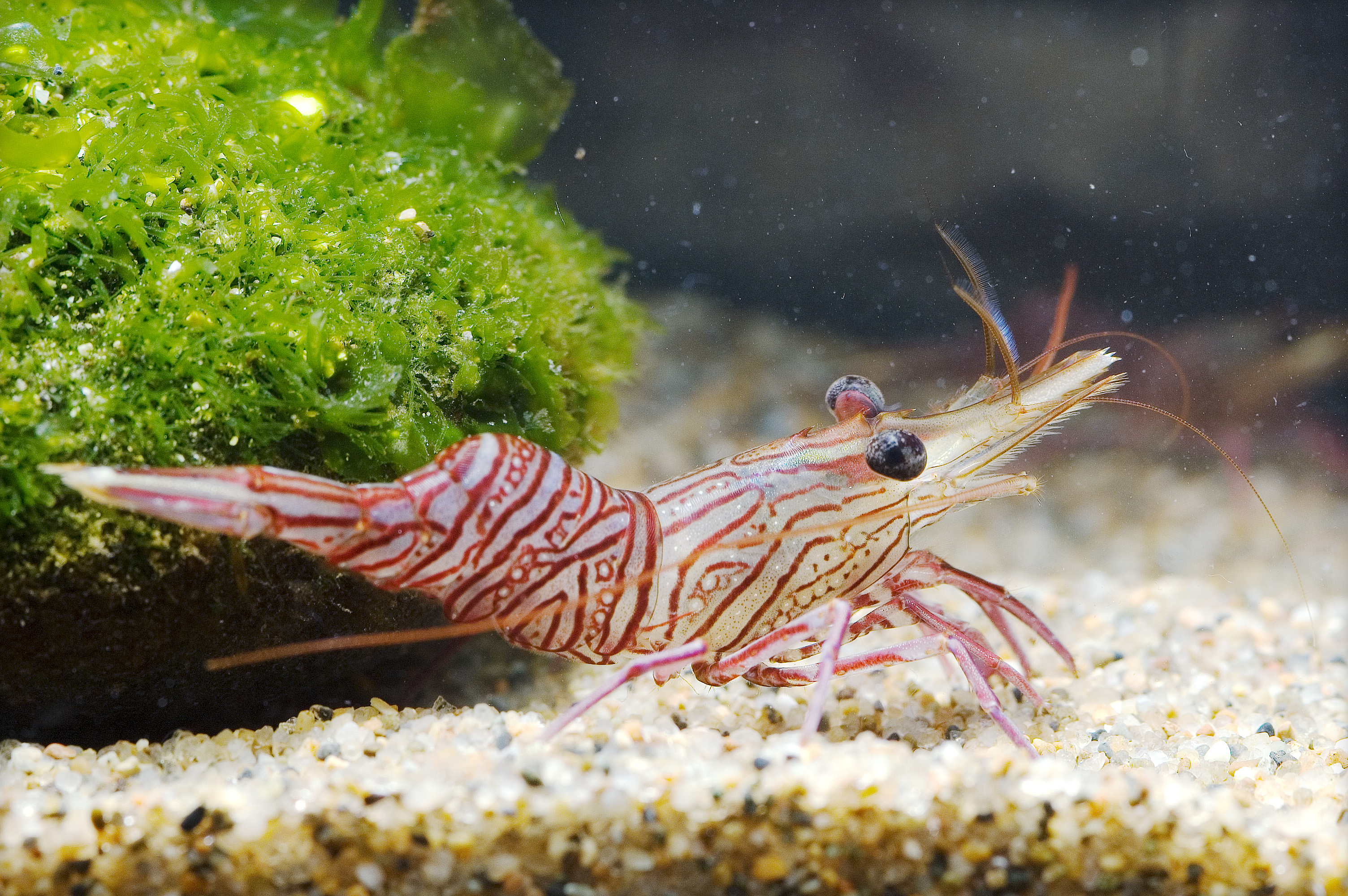
Rhynchocinetes uritai